# Josep Maria Bartomeu
Josep Maria Bartomeu i Floreta (Barcelona, 1963. február 6. –) spanyol vállalkozó, mérnök. 2014-től, 2020. október 27-ig az FC Barcelona elnöke volt.

## Életpályája
A repülőptéri mérnökökkel foglalkozó ADELTE és a végberendezések elektronikus karbantartásával foglalkozó EFS vállalatok társ-vezérigazgatójaként került a katalán klub közelébe.  Joan Laporta ideje alatt a kosárlabdacsapat elnökeként dolgozott, majd az elnökséggel való nézeteltérés miatti lemondása után Sandro Rosell követte. Miután 2010 júliusában a klub választmányának 61,35%-a rá szavazott, ő lett a Barcelona Football Club alelnöke. Miután 2014. január 23-án Rosell a Neymar-ügy miatt lemondott, 2016. június 30-ig szóló hatállyál ő lett a klub 40. elnöke.
2020. augusztus 25-én az FC Barcelona vezetése megerősítette, hogy Lionel Messi távozni akar a klubtól. Augusztus 27-én Bartomeu felajánlotta lemondását arra az esetre, ha Messi megváltoztatná szándékát és a klubnál maradna. Messi később úgy határozott, hogy marad a csapatnál.
2020. október 27-én Bartomeu hivatalosan is bejelentette, hogy lemond a posztjáról és vele együtt az egész igazgatótanács is távozott. Irányítása alatt az egyesület többek között a labdarúgásban a férfiak négy spanyol bajnoki címet és egy UEFA Bajnokok Ligáját nyertek, míg a nők háromszor zártak a spanyol élvonal első helyén. Ezen kívül a férfi kézilabda szakosztály továbbá nyert egy EHF Bajnokok Ligáját is. 